# Corpo em Delito
Corpo em Delito é um filme brasileiro de 1990, dirigido por Nuno César Abreu.

## Sinopse
Durante a Ditadura Militar instaurada em 1964, médico legista falsifica laudos para esconder as vitimas dos órgãos de repressão.

## Elenco
- Lima Duarte.... Athos Moreira Brasil
- Regina Dourado.... Tana
- Dedina Bernardeli
- Fernando Amaral
- Delta Araujo
- Renato Borghi
- Edyr de Castro
- Carlos de Jesus
- Alvaro Freire
- Wilson Grey
- José Marinho
- Dira Paes
- Humberto Pedrancini
- Tonico Pereira
- Ivan Setta
- Cacá Silva